# Nightmares in the Sky
Nightmares in the Sky: Gargoyles and Grotesques es un coffee table book sobre gárgolas arquitectónicas, fotografiado por f-stop Fitzgerald con el acompañamiento de texto de Stephen King, y publicado en 1988. Un extracto fue publicado en la edición de septiembre de 1988 de Penthouse.